# Ngộ độc nước
Ngộ độc nước, hay nhiễm độc nước hay hạ natri máu, là một sự xáo trộn về chức năng não có khả năng gây tử vong, xảy ra khi các cân bằng điện giải trong cơ thể bị xáo trộn bởi sự tăng hydrat.
Trong điều kiện bình thường, việc uống nước một lượng quá nhiều là đặc biệt hiếm. Gần như tất cả các ca tử vong liên quan đến ngộ độc nước ở người bình thường đều hoặc là từ các cuộc thi uống nước mà trong đó người chơi sẽ uống một lượng nước lớn càng nhiều càng tốt, hoặc từ những lần tập thể dục cường độ cao sau đó uống quá nhiều nước. Ngoài ra, trấn nước, một hình thức tra tấn mà nạn nhân bị trói chặt và bị dội nước vào mặt làm ngạt thở và hít nước vào phổi, cũng có thể gây ra ngộ độc nước.
Nước, giống như bất kỳ chất nào khác, có thể được coi là một chất độc khi dùng quá nhiều trong một thời gian nhất định. Ngộ độc nước chủ yếu xảy ra khi nước được đưa vào mà không cho cơ thể các chất dinh dưỡng thích hợp phù hợp.
Việc vượt ngưỡng nước trong cơ thể cũng có thể là một kết quả của một phác đồ y tế hoặc điều trị không đúng cách; Nước được coi là hợp chất hóa học ít độc hại nhất, với một lượng LD50 90 ml/kg hoặc nhiều hơn ở chuột.

## Các tác nhân gây hại

### Khối lượng cơ thể thấp (trẻ sơ sinh)
Rất dễ khiến cho trẻ em dưới một tuổi để hấp thụ quá nhiều nước, đặc biệt là nếu trẻ dưới chín tháng tuổi. Do khối lượng cơ thể nhỏ bé của mình, việc uống nước rất dễ khiến vượt nhu cầu natri bình thường của cơ thể.

### Thể dục, thể thao cường độ cao
Vận động viên Marathon dễ bị nhiễm độc nước nếu họ uống quá nhiều trong khi chạy. Điều này xảy ra khi nồng độ Natri dưới 135 mmol/L. Vì điều này nên thực tế đã ghi nhận sự khuyến khích thay thế việc uống các loại nước quá mức trong hoạt động thể thao, đặc biệt là trong chạy marathon. Một nghiên cứu được tiến hành trên những người tham gia cuộc thi marathon Boston 2002 cho thấy 13% hoàn thành cuộc đua bị hạ natri máu. Nghiên cứu kết luận rằng các yếu tố dự báo việc hạ natri máu là sự tăng cân trong khi chạy (over-hydrat hóa), và hạ natri máu chỉ có khả năng xảy ra ở những người đã chọn nước uống thể thao để giải khát. Nhân viên y tế tại các sự kiện marathon được đào tạo để phát hiện nhiễm độc nước ngay sau khi vận động viên khuỵ hoặc có dấu hiệu của sự choáng.

### Quá sức và căng thẳng
Bất cứ hoạt động hoặc tình huống mà thúc đẩy ra nhiều mồ hôi có thể dẫn đến ngộ độc nước khi nước được uống để bù lại lượng đã mất. Người làm việc trong môi trường nhiệt hoặc độ ẩm cao trong thời gian dài phải lưu ý bảo vệ bản thân và ăn uống phù hợp giúp duy trì sự cân bằng chất điện giải. Những người sử dụng MDMA (thường được biết đến với tên "thuốc lắc") có thể có những hoạt động quá sức mình do bị kích thích, đổ mồ hôi nhiều, và sau đó uống một lượng nước lớn để tái hydrate hóa, dẫn đến sự mất cân bằng điện giải và nhiễm độc nước – điều này còn bị làm trầm trọng hơn do sử dụng MDMA tăng lượng hormone chống bài niệu (ADH), giảm lượng nước bị mất qua đường tiết niệu. Ngay cả những người đang nghỉ ngơi yên tĩnh trong quá nóng hoặc độ ẩm có thể có nguy cơ nhiễm độc nước nếu họ uống một lượng nước lớn trong thời gian ngắn để bù nước.

### Luyện tập để tham gia các cuộc thi ăn, uống nhanh
Những người thi đấu thường xuyên luyên tập để họ có thể uống được một lượng nước rất lớn trong một khoảng thời gian ngắn nhằm mục đích kéo giãn dạ dày và tăng được lượng thức ăn có thể dung nạp.

### Rối loạn tâm thần
Những người bị hội chứng rối loạn tâm thần một số trường hợp luôn luôn cảm thấy phải uống một lượng nước lớn, từ đó đặt họ vào nguy cơ nhiễm độc nước. Tình trạng này có thể đặc biệt nguy hiểm nếu bệnh nhân cũng thể hiện các dấu hiệu tâm thần khác (và thường là trường hợp này), như vậy các chăm sóc không biết rõ được các triệu chứng để điều trị chuẩn xác.

### Trong khi điều trị
Khi một người đang bất tỉnh đang được cho ăn bằng đường tĩnh mạch (ví dụ: truyền nước) hoặc thông qua một ống thông mũi dạ dày, các chất lỏng nhất định phải được cân đối cẩn thận thành phần để phù hợp với lượng chất điện giải bị mất. Các chất dùng để truyền thường ở dạng lỏng, và đương nhiên là có nước. Nếu không được giám sát thì việc tăng natri máu hoặc hạ natri máu đều có thể xảy ra.
Một số thuốc chữa tâm thần / thần kinh (có chứa Oxcarbazepine, và một số các chất khác) đã được ghi nhận có thể gây ra hạ natri máu ở một số bệnh nhân. Bệnh nhân có đái tháo nhạt (đái tháo nhạt là bệnh phải đi tiểu nhiều do sự rối loạn chức năng của vùng dưới đồi hay suy thận) là đặc biệt dễ bị tổn thương do chất lỏng bị sử dụng mất nhanh chóng.

## Sinh lý bệnh học
Lúc bắt đầu của trường hợp này, bên ngoài tế bào có một lượng quá thấp các chất hoà tan (ví dụ như natri (hạ natri máu) và các chất điện giải) so với bên trong các tế bào gây ra dịch chuyển qua (thông qua thẩm thấu) vào tế bào để cân bằng nồng độ của nó. Điều này làm cho tế bào bị sưng. Trong não, sưng này tăng áp lực nội sọ (ICP). Đó có sự gia tăng này trong áp lực dẫn đến các triệu chứng lâm sàng ban đầu của nhiễm độc nước: nhức đầu, thay đổi tính cách, những thay đổi trong hành vi, sự nhầm lẫn, khó chịu, buồn ngủ, đôi khi thở phải gắng sức, yếu cơ, đau, co giật, hoặc chuột rút, buồn nôn, nôn, khát nước, và mẫn cảm nhận thức và giải thích thông tin cảm giác. Khi tình trạng này kéo dài có thể dẫn đến dấu hiệu bao gồm nhịp tim chậm và mở rộng áp lực xung. Các tế bào trong não có thể sưng lên đến nỗi mà dòng máu bị gián đoạn dẫn đến phù não. Các tế bào não bị sưng cũng có thể gây rối loạn chức năng hệ thống thần kinh trung ương, nguy hiểm hơn, có thể dẫn đến co giật, tổn thương não, hôn mê hoặc tử vong.

## Cách thức phòng chống
Ngộ độc nước có thể được phòng chống không uống quá nhiều nước so với nhu cầu của cơ thể. Thận khoẻ mạnh có thể bài tiết khoảng 0,8-1 lít nước (0,21-0,26 gallon) mỗi giờ. Tuy nhiên, căng thẳng (do gắng sức về thể chất kéo dài), cũng như tình trạng bệnh, có thể làm giảm lượng này.

## Điều trị
Các ca nhiễm độc nhẹ không gây ra nhiều triệu chứng cụ thể và chỉ cần hạn chế uống nước là đủ. Trong các trường hợp nặng hơn, bắt buộc phải có các hướng điều trị sau:
- Tăng tiểu tiện, gần như là cách đơn giản và hiệu quả nhất.
- Sử dụng các thuốc đặc trị tăng bài tiết.